# 汤姆·威克姆
汤姆·威克姆（英語：Tom Wickham，1990年5月26日—），澳大利亚男子曲棍球运动员。他曾代表澳大利亚国家队参加2020年夏季奥林匹克运动会曲棍球比赛，获得一枚银牌。